# Bosque de Saloya
Bosque de Saloya är en ort i Mexiko.   Den ligger i kommunen Nacajuca och delstaten Tabasco, i den sydöstra delen av landet, 700 km öster om huvudstaden Mexico City. Bosque de Saloya ligger 8 meter över havet och antalet invånare är 8 600.
Terrängen runt Bosque de Saloya är mycket platt. Runt Bosque de Saloya är det tätbefolkat, med 442 invånare per kvadratkilometer. Närmaste större samhälle är Villahermosa, 4,4 km sydost om Bosque de Saloya. Runt Bosque de Saloya är det i huvudsak tätbebyggt.